# Stara Synagoga w Koninie
Stara Synagoga w Koninie – pierwsza drewniana synagoga w Koninie zbudowana w 1776 przy dawnej ulicy Bóżniczej (obecnie Mickiewicza). W 1829 roku została przebudowana według projektu Zajnwela Barasza z Kępna. W 1818 roku groziła zawaleniem, więc podjęto decyzję o wybudowaniu na jej miejscu nowej bożnicy, którą ukończono w 1832 roku.
Jednym z elementów ze starej bożnicy, który znalazł się w nowej, był zdobiony Aron ha-kodesz.